# Riba (Álava)
Riba es un despoblado que actualmente forma parte del concejo de Caicedo-Sopeña, que está situado en el municipio de Ribera Alta, en la provincia de Álava, País Vasco (España).

## Toponimia
A lo largo de los siglos ha sido conocido también con el nombre de Ripa

## Historia
Documentado desde 1025 (Reja de San Millán), se desconoce cuándo se despobló pasando a formar parte del actual despoblado de Carasta.